# ماري سي بريم
ماري كارولين بريم (30 يونيو 1859 - 21 يناير 1926) كانت مؤيِّدة لتحريم المسكِرات أمريكية، وناشطة لحق المرأة في التصويت، وسياسية. كانت رئيسة قسم الاقتراع لاتحاد الاعتدال المسيحي للمرأة (دابليو سي تي يو)، كانت شخصية رئيسية في حزب المنع والكنيسة المشيخية، ونشطة في كل من السياسات المحلية والوطنية، وداعية لقوانين الإصلاح. عُينت مرتين من قبل الرئيس لتمثيل الولايات المتحدة في المؤتمر العالمي لمكافحة الكحول في أوروبا. بالإضافة إلى ذلك، كانت أول امرأة تترشح لمنصب نائب رئيس الولايات المتحدة بعد التعديل التاسع عشر الذي منح المرأة حق التصويت.

## النشأة والأسرة
وُلِدت بريم في ساندوسكي بولاية أوهايو لوالديها ويليام هنري وإليزابيث رود بريم، فكانت الثالثة من بين ثمانية أطفال. كان والدها تاجر بضائع جافة. كان أشقاؤها ميني دينيسش-شابر، وثيودور بريم، وإليزابيث سي فورث، وويليام إتش بريم، وفريدريك كونراد بريم، وجون بريم، وكاري بريم. قيل إنها كانت قارئة نهمة، فقد قرأت حوالي 300 كتاب من مكتبة مدرسة الأحد عندما كانت طفلة. ورد أن والدة بريم، وهي أرملة، قد انتحرت بإلقاء نفسها في الخليج عام 1896.
كانت بريم محاضرة ومعلمة في نظام المدارس العامة في ساندسكاي، حيث قدمت أيضًا دروسًا خاصة في اللغات والتربية المدنية. في عام 1883 أو 1884، تركت بريم وظيفتها كمحاسبة في ساندوسكي وانتقلت إلى أولني، إلينوي، حيث درست الفن والتطريز والرسم لمدة خمس سنوات. خلال هذا الوقت، كانت أيضًا معلمة ومشرفة على مدرسة الأحد في الكنيسة المشيخية الأولى في تلك المدينة.
أثناء التدريس في مدرسة كليرمونت في أولني خلال الفترة 1887-1888، أقامت مع عمها، الكابتن ويليام رود وزوجته. كان رود رجل أعمال ناجح لديه متجر معدات مزدهر، ومحل بيع ملابس، بالإضافة إلى حانة ومنتجع صاخبين.

## أعمال الاعتدال والاقتراع
انضمت بريم لأول مرة إلى منظمة اتحاد الاعتدال المسيحي للمرأة (دابليو سي تي يو) في عام 1891، وخلال هذه الفترة كانت عضوًا منظمًا، وشغلت منصب رئيس الفرع المحلي في أبريل من ذلك العام.
في سبتمبر 1891 عملت كسكرتيرة لاتفاقية مقاطعة دابليو سي تي يو في نيوتن، إلينوي، حيث انتُخبت كرئيسة لمنطقة من عشر مقاطعات وزادت عضوية دابليو سي تي يو ومشاركتها بشكل كبير على مدى السنوات الأربع التالية. بعد عملها في المنطقة، عُينت بريم مشرفة على الدولة لمعاهد دابليو سي تي يو، والتي نمت تحت إشرافها إلى أحد أكثر الفروع تأثيرًا في العمل، مع تكرار منهجيتها في جميع أنحاء الولايات المتحدة.

في عام 1895، أوصت فرانسيس ويلارد، الرئيسة الوطنية لدابليو سي تي يو، بريم بأن تكون المشرف الوطني على إدارة الامتياز في مؤتمر بالتيمور الوطني، وهو المنصب الذي شغلته لمدة سبع سنوات. كان قسم امتياز دابليو سي تي يو مسؤول عن أنشطة الاقتراع، هدفهم هو «إقناع جميع النساء بالرغبة في التصويت، وإقناع جميع الرجال بالسماح لهن بالتصويت». أثناء عملها كمراقبة وطنية، كانت بريم متورطًة في «حرب على النفوذ» بين الجمعية الوطنية الأمريكية لحقوق المرأة (إن إيه دابليو إس إيه) ودابليو سي تي يو. في مايو عام 1899، طلبت إن إيه دابليو إس إيه، عبر اللجنة التنفيذية دابليو سي تي يو، أن تمتنع دابليو سي تي يو عن إشراك نفسها في أي تشريع أو حملة أو إجراء متعلق بالاقتراع وتبقي أنشطة دابليو سي تي يو مقتصرة على «الحظر والنقاء الاجتماعي». أُرسلت الرسالة التي طُلب فيها التعاون من قبل كُلًا من كاري تشابمان كات، ولورا كلاي، ولوسي هوبارت داي. بالإضافة إلى ذلك، ظهر كات في المؤتمر السادس والعشرين للاتحاد الوطني دابليو سي تي يو (1899) في سياتل، واشنطن، من أجل تقديم موقف إن إيه دابليو إس إيه شخصيًا. رفض دابليو سي تي يو هذا الاقتراح مع التفسير، «بينما نرغب بجدية في الانسجام ووحدة العمل، جنبًا إلى جنب مع التعاون المتبادل، لا يمكننا التضحية بالحكم أو قناعات الواجب، ويجب أن نستمر في اتباع خططنا وأساليبنا الخاصة»، علاوة على ذلك، في كلمة ألقتها بريم بعنوان «لماذا تريد المرأة الاقتراع»، شددت على أهمية تصويت الإناث لتحقيق المنع:
«ما نحتاجه في هذا البلد هو عاصفة ثلجية من بطاقات الاقتراع المسيحية التي تمنع الكحول، ما سيجعل نظام الروم الكبير والمنظم والمشروع بلا حول ولا قوة، وتطلب النساء الاقتراع حتى نساعد الرجال على إحداث عاصفة ثلجية تحقق هذا الغرض».
كانت بريم خليفة لويز إس راوندز كرئيسة لاتحاد دابليو سي تي يو في إلينوي، حيث خدمت لمدة خمس فترات، من 1901 إلى 1906. لمدة ست سنوات، عملت بريم محاضرة خاصة للاعتدال العلمي في مجلس الاعتدال والرعاية الأخلاقية في الجمعية العامة للكنيسة المشيخية في الولايات المتحدة. في المؤتمر القومي الأمريكي لعام 1906 لإن إيه دابليو إس إيه، مثلت بريم دابليو سي تي يو كرئيسة لإلينوي وقدمت «الأبطال والبطلات» كجزء من برنامج كاري تشابمان كات «المرأة في التاريخ».
عند التقاعد من مكتب دابليو سي تي يو، سافرت بريم في جميع أنحاء الولايات المتحدة كمحاضرة لقسم الاعتدال والرعاية للكنيسة المشيخية لمدة 25 عامًا. ألقت محاضرة في نيابة عن الكنيسة ليس فقط في الولايات المتحدة، ولكن أيضًا في كندا، وأيرلندا، وإسكتلندا، وإنجلترا، وهولندا، وألمانيا، وإيطاليا، وسويسرا. تضمنت أسفارها تمثيل المجلس الفيدرالي للكنائس في لاهاي، هولندا، في سبتمبر 1911، ومخاطبة مؤتمر مدرسة الأحد العالمية في زيورخ، سويسرا، في يوليو 1913. يُذكر أنها عبرت الولايات المتحدة من المحيط إلى المحيط سبع وعشرين مرة في حياتها المهنية.
بالإضافة إلى ذلك، كانت بريم محاضرة في دائرة تشوتوكوا، متمسكة بالاعتدال والاقتراع، وتخصصت في «الاعتدال العلمي». في خطاب ألقته بريم في أوماها، نبراسكا، جادلت بأن الأشخاص الذين يمتنعون عن الكحول ويحافظون على صحتهم وحالتهم البدنية لديهم فرصة أفضل للنجاح من أولئك الذين لا يفعلون ذلك. قبل ستة أشهر من وفاتها، توقعت بريم أن السجائر ستكون هدفًا لحملة مكافحة في المستقبل. حذرت الطلاب في عرضها التقديمي عام 1925 في هونولولو، هاواي، «سيأتي الوقت الذي ستضطر فيه إلى مواجهة قضية التبغ تمامًا كما واجه العالم مسألة العبودية ومشكلة الخمور».